# Monica Ramirez
Monica Ramirez (n. 6 iulie 1970, București, România) este o scriitoare română de literatură de spionaj și thriller. A debutat în Statele Unite, unde a publicat inițial sub pseudonimul Monica Danețiu-Pană. Cea mai cunoscută operă a ei este seria Alina Marinescu care cuprinde șase volume.

## Biografie
Monica Ramirez (pe numele de fată Danețiu) s-a născut pe 6 iulie 1970 la București, într-o familie de dansatori și sportivi. În 1988 a absolvit secția coregrafie a Liceului de Artă George Enescu și a ajuns să danseze pe scena Operei Române și la Operetă. A plecat în Olanda, unde a trăit cinci ani la Amsterdam și, ulterior, s-a angajat în corpurile de balet de pe vasele de croazieră. Într-unul dintre voiaje l-a cunoscut pe cel care avea să-i devină soț, Sergio Ramirez. Cei doi s-a căsătorit în anul 2000 în Florida și s-au stabilit în California.
În cei 12 ani petrecuți în SUA, Monica Ramirez a născut 4 copii și a scris o serie de cărți. A absolvit Belford University din California cu o diplomă de Creative Writing și a devenit membră a Espionage Writers of America. Revenită în țară, a intrat în Romanian Crime Writers Club și s-a implicat în munca de editor, traducător și jurnalist.

## Cariera scriitoricească
Prima sarcină o obligă pe Monica Ramirez să renunțe pentru o vreme la scenă. În această perioadă revine la unul dintre visele sale din adolescență, insuflat de profesorul de limba română din liceu - scrisul. Prima carte, Freedom Underground: Love, Honor and Betray, este publicată în 2006 la Outskirts Press, sub numele Monica Danețiu-Pană. În 2008 publică primul volum al seriei Alina Marinescu, The Unwilling Assassin. Traducerea în limba română a cărții, realizată în anul următor la editura Tritonic cu titlul Asasin la feminin, va reprezenta debutul autoarei în România. Seria, o combinație de spionaj și romance va aduna încă patru romane, Identități secrete, Balanța puterii, Bariere de fum și Abis, toate publicate inițial în limba engleză și abia apoi în română, unde au cunoscut mai multe reeditări. Ultimul volum al seriei, Recviem pentru un asasin, a apărut în limba română în anul 2016.
Majoritatea cărților Monicăi Ramirez combină teme din cea de spionaj și thriller, uneori cu accente romance. Pentru unele dintre ele, cadrul folosit a fost al unor perioade istorice trecute: domnia regelui Henric al II-lea (The Heiress Knight), perioada de glorie a piratului Jean Lafitte (Kit Black), sau Războiul Civil American (Seducția apei). În afara acestora, Monica Ramirez a scris și cărți de dezvoltare personală, cum sunt Cum am slăbit 70 de kg mâncând 6 mese / zi (2010) și Cum se scrie un bestseller. Tehnica americană pentru a transforma o idee într-un roman de succes (2011).

## Opera
Seria Alina Marinescu
| În limba engleză: 1. The Unwilling Assassin (2008) 2. Whispered Identities (2009) 3. Balance of Power (2010) 4. Beyond Smoke and Shadows (2011) 5. Abyss (2012) 6. Requiem for an Assassin (2015) | În limba română: 1. Asasin la feminin (2009) 2. Identități secrete (2010) 3. Balanța puterii (2011) 4. Bariere de fum (2012) 5. Abis (2014) 6. Recviem pentru un asasin (2016) |

Alte romane
- Freedom Underground: Love, Honor and Betray (2006)
- Intimate Strangers Affair (2007)
- Kit Black (2008)
- The Heiress's Knight (2010)
- Traficantul de umbre (2011)
- Blackout (2011)
- Seducția apei (2012)
- Viață dublă la Veneția (2013)
- Fantoma de pe lac (2013)
- Gemini - Seria GEMINI, vol. 1 (2018)
- Rogue - Seria GEMINI, vol. 2 (2018)
- Ops Files: Intelligenex - Seria GEMINI, vol. 3 (2018)
- Protocol 9 - Seria Emma Moss, vol. 1 (2019)
- Cealaltă jumătate de vis (2020)
- Parallel (2020)
- Modus 7 - Seria Emma Moss, vol. 2 (2021)
- Ghostwriter (2022)
- Metropolis - prima parte (2022)
- Metropolis - partea a doua (2023)
- Tristețea grădinii de șofran (2023)
- Darknet 3 - Seria Emma Moss, vol. 3 (2023)
- Night (2023)
- Cerul va fi indigo (2024)
- Vila Aquamarine (2024)

Alte cărți
- Cum am slăbit 70 de kg mâncând 6 mese / zi (2010)
- Cum se scrie un bestseller. Tehnica americană pentru a transforma o idee într-un roman de succes (2011)